# Rick Zumwalt
Richard Lee Zumwalt, Jr. (Saint Louis, 24 settembre 1951 – Desert Hot Springs, 19 marzo 2003), è stato un attore statunitense, pluricampione mondiale di braccio di ferro.
Il ruolo più famoso da lui interpretato è stato quello di Bob "Bull" Hurley nel film del 1987 Over the Top.

## Biografia

### Vita prima diOver the Top
Figlio di Richard Lee e Anna Mei Zumwalt, Richard "Rick" Zumwalt nacque nella città di Saint Louis, in Missouri nel 1951. A causa dell'asma di cui soffrì sin da bambino, una volta a scuola egli non poté praticare nessuno sport che includesse la corsa e si dedicò quindi al getto del peso.
Una volta diplomato, Rick Zumwalt si arruolò nell'esercito e fu qui che, nei primi anni settanta, si avvicinò al braccio di ferro. Dopo il suo primo incontro, da lui disputato per scommessa, questo sport divenne, come lo stesso Zumwalt racconta, la passione della sua vita.
Forte di un fisico eccezionale, con un'altezza di 193 cm, un peso di 135 kg ed un bicipite dalla circonferenza di 60 cm, e grazie al fatto di avere come allenatori alcuni tra i migliori del panorama del braccio di ferro del tempo, quali Steve Simons, Marvin Cohen e Virgil Arsiero, Zumwalt si laureò campione del mondo di braccio di ferro per ben cinque volte sconfiggendo alcuni dei più forti atleti dell'epoca, tra cui John Brzenk, forse il più forte praticante di questa disciplina di tutti i tempi.
La sua vita e i suoi trionfi da atleta non riuscirono però a tenerlo lontano dall'alcolismo, da cui uscì solo nel 1985, decidendo di dedicarsi alla promozione di uno stile di vita quanto più salutare possibile e partecipando a campagne di sensibilizzazione fino ai suoi ultimi giorni.

### Carriera cinematografica
Grazie ai traguardi raggiunti nel braccio di ferro e alla sua fisicità, Rick Zumwalt fu chiamato per recitare nel film del 1987 Over the Top, con Sylvester Stallone. Inizialmente per Zumwalt era stato previsto un ruolo minore mentre per la parte di "Bull" Hurley, il maggior avversario del protagonista interpretato da Stallone, la produzione aveva ingaggiato un'altra celebrità del braccio di ferro, Cleve Dean. Il regista si rese però conto che difficilmente gli spettatori avrebbero creduto possibile il fatto che il personaggio di Stallone potesse avere la meglio su un avversario delle dimensioni di Dean, che era alto 201 cm, pesava 200 kg e poteva nascondere una lattina di birra con una mano, e così Dean fu relegato al ruolo di comparsa (lo si vede, in camicia nera, tra i partecipanti al torneo di braccio di ferro) ed il ruolo fu proposto al wrestler "Big John Studd". Quest'ultimo dovette però rinunciare a causa di limitazioni esistenti in alcuni suoi contratti già sussistenti e la scelta cadde dunque su Zumwalt, al quale fu chiesto, per l'occasione, di adottare un look che poi manterrà per tutta la vita, ossia di rasarsi la testa e farsi crescere grandi baffi.  
Stando a quanto racconta lo stesso Zumwalt, Stallone avrebbe voluto che il suo personaggio, il protagonista, uscisse sconfitto dall'incontro finale ma il produttore del film, Menachem Golan, la pensava in maniera diversa. Poiché nella scena finale i due attori si battono davanti ad un pubblico di centinaia di spettatori, Golan decise di mettere ai voti il destino del protagonista del film. Zumwalt ricevette molti applausi, ma Stallone ebbe la meglio, e di conseguenza fu deciso che fosse il suo personaggio a vincere l'ultimo incontro.
Dopo Over the Top, Zumwalt si dedicò alla carriera cinematografica apparendo in molti altri film, tra i quali Il presidio - Scena di un crimine (1988) e Batman - Il ritorno (1992), ed in alcune serie TV, quasi sempre in ruoli negativi. Il suo ruolo più famoso rimarrà comunque sempre quello di "Bull" Hurley.

### Altre attività
Nel 1994, Zumwalt entrò a far parte per alcuni spettacoli del Cirque du Soleil, esibendosi in varie dimostrazioni di forza, in particolare nel piegare grosse sbarre di ferro.

### Gli ultimi anni
La sua ultima apparizione sul grande schermo risale al 2001, nel film Skippy di Dyonisius Zervos.
Negli ultimi anni della sua vita Rick Zumwalt intensificò la propria attività umanitaria nell'aiutare chi ne soffriva ad uscire dall'alcolismo e dalla tossicodipendenza.
Stando a quanto raccontato dalla sua ex-moglie, Zumwalt morì il 19 marzo del 2003 per un attacco di cuore lasciando due figli, Michelle e James.

## Filmografia parziale

### Cinema
- Over the Top, regia di Menahem Golan (1987)
- Disorderlies, regia di Michael Schultz (1987)
- Guantoni insanguinati (Penitentiary III), regia di Jamaa Fanaka (1987)
- The Big Turnaround, regia di Joe Cranston (1988)
- Il presidio - Scena di un crimine (The Presidio), regia di Peter Hyams (1988)
- Criminal Act, regia di Mark Byers (1989)
- The Magic Boy's Easter, regia di Marc Daniels e John Meredyth Lucas (1989)
- Un poliziotto per amico (Liberty & Bash), regia di Myrl A. Schreibman (1989)
- Rockula, regia di Luca Bercovici (1990)
- Missing Pieces, regia di Leonard B. Stern (1991)
- Bersaglio in fuga (Prime Target), regia di David Heavener (1991)
- Batman - Il ritorno (Batman Returns), regia di Tim Burton (1992)
- Famiglia in fuga (Father Hood), regia di Darrell Roodt (1993)
- I Love You, But, regia di Peter Wolf (1998)
- In Quiet Night, regia di Jenny Bowen (1998)
- Skippy, regia di Dionysius Zervos (2001)

### Televisione
- The Owl - Giustizia finale (The Owl), regia di Alan Smithee (1991)